# Цуцген
Цуцген (нем. Zuzgen) — коммуна в Швейцарии, в кантоне Аргау.
Входит в состав округа Рейнфельден.  Население составляет 814 человек (на 31 декабря 2007 года). Официальный код  —  4264.

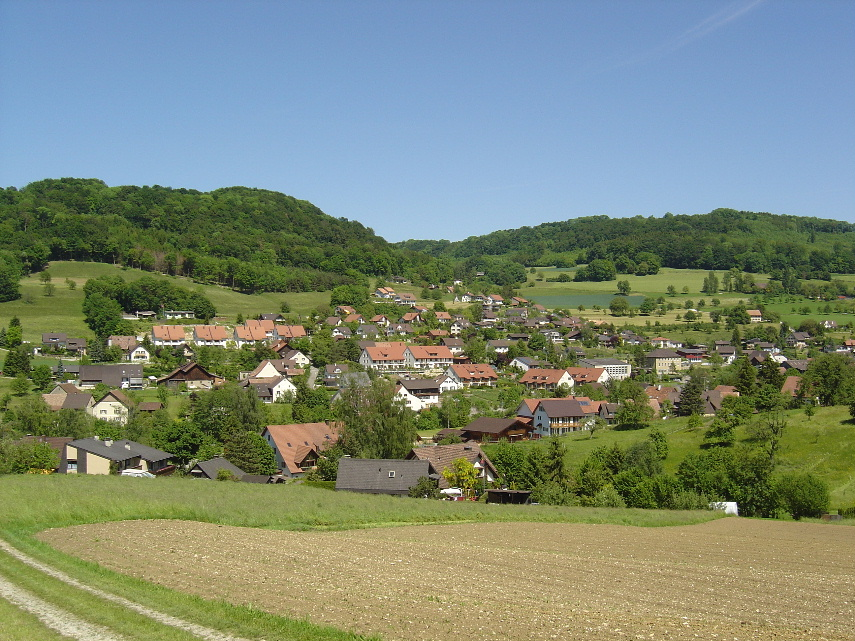
Цуцген